# Bzury (Prostki)
Bzury (deutsch Bzurren, 1938–1945 Surren) ist ein kleines Dorf in der polnischen Woiwodschaft Ermland-Masuren, das zur Gmina Prostki (Landgemeinde Prostken) im Powiat Ełcki (Kreis Lyck) gehört.

## Geographische Lage
Bzury liegt im südlichen Osten der Woiwodschaft Ermland-Masuren, 29 Kilometer nordöstlich der einstigen Kreisstadt Johannisburg (polnisch Pisz) und 16 Kilometer südwestlich der heutigen Kreismetropole Ełk (deutsch Lyck).

## Geschichte
Im Jahr 1528 wurde das nach 1579 Bzuren und bis 1938 Bzurren genannte Dorf gegründet. Zwischen 1874 und 1945 war es in den Amtsbezirk Monethen (polnisch Monety) eingegliedert, der zum Kreis Johannisburg im Regierungsbezirk Gumbinnen (ab 1905 Regierungsbezirk Allenstein) der preußischen Provinz Ostpreußen gehörte.
1910 waren 157 Einwohner in Bzurren gemeldet, 1933 waren es 153. 
Aufgrund der Bestimmungen des Versailler Vertrags stimmte die Bevölkerung im Abstimmungsgebiet Allenstein, zu dem Bzurren gehörte, am 11. Juli 1920 über die weitere staatliche Zugehörigkeit zu Ostpreußen (und damit zu Deutschland) oder den Anschluss an Polen ab. In Bzurren stimmten 100 Einwohner für den Verbleib bei Ostpreußen, auf Polen entfiel keine Stimme.
Am 3. Juni (amtlich bestätigt am 16. Juli) des Jahres 1938 wurde Bzurren aus politisch-ideologischen Gründen der Abwehr fremdländisch klingender Ortsnamen in Surren umbenannt. Die Einwohnerzahl belief sich 1939 auf noch 134.
In Kriegsfolge kam das Dorf 1945 mit dem gesamten südlichen Ostpreußen zu Polen und erhielt die polnische Namensform Bzury. Heute ist es Sitz eines Schulzenamtes (polnisch Sołectwo) und als solches eine Ortschaft im Verbund der Landgemeinde Prostki (Prostken) im Powiat Ełcki (Kreis Lyck), bis 1998 der Woiwodschaft Suwałki, seither der Woiwodschaft Ermland-Masuren zugehörig.

## Religionen
Bis 1945 war Bzurren in die evangelische Kirche Groß Rosinsko (1938–1945 Großrosen, polnisch Rożyńsk Wielki) in der Kirchenprovinz Ostpreußen der Evangelischen Kirche der Altpreußischen Union sowie in die römisch-katholische Kirche in Johannisburg (polnisch Pisz) im Bistum Ermland eingepfarrt.
Heute gehört Bzury katholischerseits zur Pfarrei in Rożyńsk Wielki im Bistum Ełk der Römisch-katholischen Kirche in Polen. Die evangelischen Einwohner halten sich zu den Kirchengemeinden in Biała Piska (Bialla, 1938–1945 Gehlenburg) bzw. in Ełk (Lyck), beides Filialgemeinden der Pfarrei in Pisz (Johannisburg) in der Diözese Masuren der Evangelisch-Augsburgischen Kirche in Polen.

## Verkehr
Bzury liegt völlig abseits des großen Verkehrsgeschehens und ist über Nebenstraßen von Olszewo (Olschewen, 1938–1945 Kronfelde) bzw. Rożyńsk Wielki (Groß Rosinsko, 1938–1945 Großrosen) aus zu erreichen. Eine Bahnanbindung besteht nicht.